# Legião de Tropas Ligeiras de São Paulo
A Legião de Tropas Ligeiras de São Paulo, oficialmente a Legião de Voluntários Reais de São Paulo, foi uma milícia paulista, criada em 1775 pelo capitão-general da Capitania de São Paulo, Martim Lopes Lobo Saldanha, para reconquistar o território correspondente ao atual Rio Grande do Sul, ocupado pelos espanhóis desde 1763. Foi criada, baseada na fama dos paulistas (como bandeirantes) de grandes guerreiros e exploradores. Foi a partir de seu estabelecimento, que as tropas luso-brasileiras ganharam maior organização e disciplina.

## História

### Reconquista do Rio Grande do Sul
Em 1763, a Capitania do Rio Grande de São Pedro (atual Rio Grande do Sul) foi invadida pelo litoral pelo governador de Buenos Aires, Pedro de Cevallos, e, em 1773, pela Campanha, por outro governador de Buenos Aires, o mexicano Juan José de Vértiz y Salcedo. Invasões que chegaram a controlar cerca de dois terços do território sul-rio-grandense. Para expulsar o invasor, Portugal concentrou em São José do Norte o Exército do Sul ao comando do tenente-general Henrique Bohn. Os espanhóis controlavam o território ocupado da Vila de Rio Grande e dos fortes de São Martinho, ao norte de Santa Maria e em Santa Tecla, atual Bagé. Para este esforço de guerra, a Capitania de São Paulo enviou, por mar, de Santos até Ilha de Santa Catarina, e desta ilha por terra até Porto Alegre, o Regimento de Infantaria de São Paulo e, por terra ao longo do caminho das Tropas até Porto Alegre a Legião de Voluntários Reais de São Paulo. No total, São Paulo enviou 2,000 soldados paulistas.

#### Epidemia
Uma epidemia de varíola que começou a grassar em São Paulo desde abril de 1775, além de atingir sua população, fez grande número de mortos entre os soldados do Regimento de Infantaria e da Legião de São Paulo ali reunidos, antes de partir para o Rio Grande do Sul. 
Do Regimento de São Paulo faleceram em Porto Alegre, em decorrência da epidemia, de 2 março a 9 de novembro de 1776, 89 militares e mais 6 da Legião de São Paulo, além de 4 civis paulistas num total de 99 paulistas. Entre os soldados do Regimento de São Paulo registrou-se o óbito do soldado Bernardo Nunes, de 12 anos de idade, e outros sete soldados com 16 anos de idade. A maioria dos óbitos ocorreram entre os soldados com cerca de 20 anos e média.

## Batalhas

### Século XVIII
- Batalha do Forte de Santa Tecla (1776)

### Século XIX
- Primeira Campanha da Cisplatina[5] (1811—1812)
- Guerra contra Artigas (1816—1820)
  - Batalha de Ybirocaí
  - Batalha de Carumbé
  - Batalha de Catalão
  - Batalha de Tucuarembó
- Guerra da Cisplatina (1825—1828)
- Guerra do Prata (1851—1870)
- Cerco de Paysandú (1864—1865)
- Guerra da Tríplice Aliança (1864—1870)
  - Batalha de Estero Bellaco (1866)
  - Batalha de Tuiuti (1866)
  - Batalha de Curupaiti (1866)
  - Passagem de Humaitá (1868)
  - Batalha de Avaí (1868)
  - Batalha de Lomas Valentinas (1868)
  - Rendição de Angostura (1868)
  - Dezembrada (1868)